# Wyspa Świętej Heleny, Wyspa Wniebowstąpienia i Tristan da Cunha
Wyspa Świętej Heleny, Wyspa Wniebowstąpienia i Tristan da Cunha (poprzednio: Święta Helena i Dependencje, ang. Saint Helena and Dependencies, od 1 września 2009 oficjalna nazwa terytorium to Saint Helena, Ascension and Tristan da Cunha) – brytyjskie terytorium zamorskie, które składa się z trzech części położonych na południowym Oceanie Atlantyckim, odległych od siebie o kilka tysięcy kilometrów. W jej skład wchodzą: Wyspa Świętej Heleny, Wyspa Wniebowstąpienia (ang. Ascension) oraz archipelag Tristan da Cunha, do którego administracyjnie zaliczana jest również wyspa Gough.

## Geografia
Wyspy na Oceanie Atlantyckim w odległości około 1900 km od południowo-zachodnich wybrzeży Afryki. Powierzchnia wysp wynosi 420 km², a zamieszkują je 6563 osoby (2008). Stolicą terytorium jest Jamestown, na Wyspie Świętej Heleny, liczące około 1000 mieszkańców. W skład terytorium wchodzi 8 wysp. Największą wyspą jest Wyspa Świętej Heleny mająca powierzchnię 122 km². Pozostałe wyspy to: Wyspa Wniebowstąpienia (91 km²) oraz archipelag Tristan da Cunha składający się z wysp: Tristan da Cunha, Gough, Inaccessible i trzech wysp Nightingale (razem 207 km²). Linia brzegowa terytorium Świętej Heleny ma długość 60 km. Wyspy powstały wskutek działalności wulkanicznej związanej z Grzbietem Środkowoatlantyckim. Na Wyspie Świętej Heleny występuje klimat tropikalny; morski, łagodzony przez pasat. Jest ona pochodzenia wulkanicznego, w większości górzysta (najwyższy szczyt Diana’s Peak (818 m n.p.m.)). Wyspa Wniebowstąpienia pozostaje natomiast w strefie klimatu równikowego, gorącego i wilgotnego. Jest ona również pochodzenia wulkanicznego, prawie całkowicie pozbawiona roślinności. Ma ona duże znaczenie strategiczne (podczas wojny o Falklandy w 1982 pełniła funkcję bazy powietrzno-morskiej sił brytyjskich i amerykańskich, była bazą podczas programu kosmicznego Apollo, zlokalizowana jest na niej stacja przekaźnikowa dla telekomunikacji pomiędzy Afryką i Europą). Znana jest także z zielonych żółwi morskich, które każdego roku między grudniem a majem przybywają na nią składając na plaży jaja. Natomiast archipelag Tristan da Cunha to klimat umiarkowany; morski, łagodzony przez pasat (chłodniejszy niż na Wyspie Świętej Heleny). To właśnie na wyspie Tristan da Cunha znajduje się najwyższy szczyt terytorium Świętej Heleny – Queen Mary’s Peak (2060 m). Zasoby naturalne wysp to ryby i homary. Kolonia to również ważny punkt zaopatrzenia w słodką wodę statków transoceanicznych.

## Historia
Bezludne wyspy, odkryte w początkach XVI wieku przez żeglarzy portugalskich: J. da Nova Castella – Wyspa Wniebowstąpienia (1501) i Wyspa Świętej Heleny (1502); T. da Cunha – Tristan da Cunha (1506). Wyspa Świętej Heleny opanowana została w 1653 roku przez Holendrów, a w 1673 roku zajęta ostatecznie przez Anglików. Początkowo znajdowała się we władaniu Kompanii Wschodnioindyjskiej, która wykorzystywała ją jako bazę aprowizacyjną na szlaku morskim z Europy do Indii Wschodnich. W latach 1815–1821 wyspa była miejscem zesłania i śmierci cesarza Napoleona I Bonaparte; od 1834 stała się kolonią brytyjską. Po otwarciu Kanału Sueskiego utraciła znaczenie i podupadła. Pozostałe wyspy zostały anektowane przez Wielką Brytanię 1816, w czasie pobytu cesarza Napoleona I na Wyspie Świętej Heleny. Od 1922 roku Wyspa Świętej Heleny oraz Wyspa Wniebowstąpienia weszły w skład brytyjskiego terytorium zależnego Święta Helena, do którego włączono też grupę sześciu wysp o nazwie Tristan da Cunha (cztery z nich są bezludne). Od 1950 zarządzane przez administratora odpowiedzialnego przed gubernatorem terytorium. W czasie obu wojen światowych były brytyjskimi bazami morskimi. Od 2002 roku otrzymało status terytorium zamorskiego Wielkiej Brytanii.

## Polityka
Święta Helena posiada status terytorium zamorskiego Wielkiej Brytanii. Kolonią zarządzi gubernator, mianowany przez monarchę brytyjskiego, przy pomocy Rady Wykonawczej i Rady Ustawodawczej. Wyspami Wniebowstąpienia i Tristan da Cunha zarządzają administratorzy odpowiedzialni przed gubernatorem.

## Podział administracyjny
3 okręgi administracyjne (Wyspa Świętej Heleny, Wyspa Wniebowstąpienia, Tristan da Cunha).
| Obszar                 | Powierzchnia (km²) | Ludność | Stolica obszaru             |
| ---------------------- | ------------------ | ------- | --------------------------- |
| Wyspa Świętej Heleny   | 122                | 4255    | Jamestown                   |
| Wyspa Wniebowstąpienia | 91                 | 1122    | Georgetown                  |
| Tristan da Cunha       | 207                | 284     | Edinburgh of the Seven Seas |
| Razem                  | 420                | 6563    | Jamestown                   |

## Gospodarka
Gospodarka jest silnie uzależniona od pomocy finansowej Wielkiej Brytanii (w roku finansowym 2006/07 wyniosła 27 mln dolarów, czyli prawie 70% wpływów do budżetu). Źródłem dochodów terytorium jest rybołówstwo, hodowla oraz sprzedaż wyrobów rzemieślniczych i znaczków pocztowych. Z powodu niewielkiej liczby miejsc pracy, około 25% zawodowo czynnej ludności wyjechało w poszukiwaniu pracy na Wyspę Wniebowstąpienia, Falklandy i do Wielkiej Brytanii.
- Waluta – 1 funt Świętej Heleny (SHP) = 100 pensów
- PKB – 18 mln USD
- Wzrost PKB – 0%
- PKB na 1 mieszkańca – 2500 USD
- Inflacja – 3,2%
- Bezrobocie – 14%
- Użytkowanie ziemi:
  - ziemie uprawne: 12,9%
  - inne: 87,1%.
- Przemysł: budownictwo, rękodzieło (meble, koronki, wyroby z drewna), rybołówstwo.
- Rolnictwo: kawa, kukurydza, ziemniaki, warzywa; drewno; ryby, homary (na Tristan da Cunha).
- Eksport: ryby (mrożone, konserwowe i suszone tuńczyki), kawa, rękodzieło.
- Import: żywność, napoje, tytoń, paliwa, pasze, materiały budowlane, pojazdy silnikowe i części, maszyny i części.
- Produkcja energii elektrycznej: 7 mln kWh

### Emisja gazów cieplarnianych
Emisja równoważnika dwutlenku węgla z terytorium wyniosła w 1990 roku 0,014 Mt, z czego 0,01 Mt stanowiła emisja dwutlenku węgla. W przeliczeniu na mieszkańca emisja wyniosła wówczas 1,722 t dwutlenku węgla. Od tego czasu emisje na początku znacznie wahały się, a w XXI w. wzrost emisji jest dość stabilny. Głównym źródłem emisji przez cały czas był transport. W 2018 emisja dwutlenku węgla pochodzenia kopalnego wyniosła 0,018 Mt, a w przeliczeniu na mieszkańca 4,358 t.

## Ludność

### Skład etniczny
- Afrykanie – 50%
- Europejczycy (gł. Brytyjczycy) – 25%
- Chińczycy – 25%

### Religie
- anglikanie – 81%
- baptyści – 2,2%
- Świadkowie Jehowy – 2%  Osobny artykuł: Świadkowie Jehowy na Wyspie Świętej Heleny.
- adwentyści dnia siódmego – 1,8%
- Armia Zbawienia – 1,7%
- katolicy – 1,3%
- zielonoświątkowcy – 1%

### Analfabetyzm
- całej ludności – 3%
  - Kobiet – 2%
  - Mężczyzn – 3%

## Demografia
| (2008)                 |                                |
| Liczba ludności        | 7 600                          |
| Ludność według wieku   |                                |
| 0 – 14 lat             | 18,7%                          |
| 15 – 64 lat            | 71,1%                          |
| ponad 64 lata          | 10,2%                          |
| Średnia długość życia  |                                |
| W całej populacji      | 78,09 lat                      |
| Mężczyzn               | 75,19 lat                      |
| Kobiet                 | 81,15 lat                      |
| Przyrost naturalny     | 0,53%                          |
| Współczynnik urodzeń   | 11,93 urodzin/1000 mieszkańców |
| Współczynnik zgonów    | 6,63 zgonów/1000 mieszkańców   |
| Współczynnik migracji  | –                              |
| Ludność według płci    |                                |
| 0 – 14 lat             | 1,036 mężczyzn/kobiet          |
| 15 – 64 lat            | 1,056 mężczyzn/kobiet          |
| powyżej 64 lat         | 0,86 mężczyzn/kobiet           |
| Umieralność noworodków | 17,67 śmiertelnych/1000 żywych |

## Transport i łączność
Na Wyspie Świętej Heleny sieć kolejowa nie istnieje. W 2017 roku na Wyspie Świętej Heleny otwarto port lotniczy. Oferuje on cotygodniowe połączenie lotnicze do Johannesburga oraz comiesięczne na Wyspę Wniebowstąpienia.
- Sieć drogowa: 198 km
  - Święta Helena: 138 km
  - Wyspa Wniebowstąpienia: 40 km
  - Tristan da Cunha: 20 km
- drogi utwardzone: 168 km
  - Święta Helena: 118 km
  - Wyspa Wniebowstąpienia: 40 km
  - Tristan da Cunha: 10 km

Do wysp nie dociera żadna stacja telewizyjna, lecz istnieje możliwość odbioru trzech kanałów telewizyjnych odbieranych drogą satelitarną i przekazywanych nadajnikami naziemnymi. Docierają tam również 4 stacje radiowe (2 na falach długich i średnich, 2 UKF). Na terytorium Świętej Heleny możliwy jest również dostęp do internetu. Dostęp do internetu ma około 1000 mieszkańców, a telefony posiada około 2200 mieszkańców. Terytorium to nie posiada własnej floty handlowej.